# Futsal-Asienmeisterschaft der Frauen
Die Futsal-Asienmeisterschaft der Frauen (offiziell: AFC Women's Futsal Championship) wird von der Asian Football Confederation organisiert und 2015 erstmals ausgetragen. Die erste Endrunde wurde im malaysischen Nilai ausgetragen. Die Ausgabe 2018 diente auch als Qualifikationsturnier für die Olympischen Jugend-Sommerspiele 2018 in Buenos Aires.

## Modus
Bei der letzten Ausspielung 2018 nahmen alle gemeldeten 15 Teams ohne Qualifikation an der Endrunde teil. Bei der Endrunde werden die Nationen auf vier Vierergruppen aufgeteilt. Die beiden Erstplatzierten jeder Gruppe erreichen das Viertelfinale und spielen im Kreuzspiel um den Einzug in das Finale. Es wird auch ein Spiel um den dritten Platz ausgetragen.

## Die Turniere im Überblick
| Jahr         | Austragungsort(e)  | Finale                                  | Finale                                  | Finale                                  | Spiel um Platz drei                     | Spiel um Platz drei                     | Spiel um Platz drei                     |
| Jahr         | Austragungsort(e)  | Asienmeister                            | Ergebnis                                | 2. Platz                                | 3. Platz                                | Ergebnis                                | 4. Platz                                |
| ------------ | ------------------ | --------------------------------------- | --------------------------------------- | --------------------------------------- | --------------------------------------- | --------------------------------------- | --------------------------------------- |
| 2015 Details | Nilai (Malaysia)   | Iran                                    | 1:0                                     | Japan                                   | Thailand                                | 4:1                                     | Malaysia                                |
| 2018 Details | Bangkok (Thailand) | Iran                                    | 5:2                                     | Japan                                   | Thailand                                | 0:0, 3:2 i.6mS.                         | Vietnam                                 |
| 2020         | (Kuwait)           | Abgesagt aufgrund der COVID-19-Pandemie | Abgesagt aufgrund der COVID-19-Pandemie | Abgesagt aufgrund der COVID-19-Pandemie | Abgesagt aufgrund der COVID-19-Pandemie | Abgesagt aufgrund der COVID-19-Pandemie | Abgesagt aufgrund der COVID-19-Pandemie |
| 2025 Details | Hohhot (China)     |                                         |                                         |                                         |                                         |                                         |                                         |